# Stenorumia kashmirica
Stenorumia kashmirica là một loài bướm đêm trong họ Geometridae.